# Pedicularis pseudocephalantha
Pedicularis pseudocephalantha är en snyltrotsväxtart som beskrevs av Bonati. Pedicularis pseudocephalantha ingår i släktet spiror, och familjen snyltrotsväxter. Inga underarter finns listade i Catalogue of Life.